# 任彥常
任彥常（1434年—？），字吉夫，號克斋，南京江陰衛人，軍籍。明朝政治人物。天順壬午進士，成化末年累官福建僉事。

## 生平
天順六年（1462年）壬午科應天府鄉試第一名。成化八年（1472年）壬辰科會試第二百二十八名，殿試登進士第二甲第二十九名。授南京戶部主事，陞員外郎，遷福建提學僉事。弘治元年（1488年），給事中宋琮、御史俞俊等交章參劾諸官，任彥常等以「素行不謹」致仕。

## 家族
曾祖任福泰，祖任以德，父任仲習，前母宋氏；王氏。